# Jimmie
Jimmie ist ein Schweizer Fernsehfilm entwickelt und geschrieben vom Schweizer Drehbuchautor Thomas Peter. Regie führte der Schweizer Regisseur Tobias Ineichen. Produziert wurde der Film von der C-Films AG im Auftrag des Schweizer Fernsehens.

## Handlung
Kathy Berger ist die alleinerziehende Mutter des nicht sprechenden 16-jährigen Autisten Jimmie, dessen Leidenschaft das Schwimmen ist. Sie möchte ihn nicht in ein Heim geben, sondern nimmt ihn nach Schulabschluss nach Hause, gegen den Willen ihres Exmannes Michael. Die Beziehung zu ihm gestaltet sich schwierig. Als der Schwimmtrainer Jan Ambühl das Schwimmtalent Jimmies entdeckt, engagiert er ihn als Motivator für seine Freistilstaffel. Doch von den Schwimmern wird Jimmie nicht akzeptiert.

## Rezeption
Der Film erhielt den «Prix Swissperform» für den besten Schweizer Fernsehfilm am Genfer Filmfestival Cinéma Tout Ecran. Die Jury begründete dies mit der eigenständigen Bildsprache, dem guten dramaturgischen Timing und den glaubwürdigen Schauspielern. Joel Basman und Stefanie Japp erhielten die Preise für die beste männliche und weibliche Hauptrolle.